# 小法伊
小法伊（法語：Petit-Failly，法語發音：[pəti faji]）是法国默尔特-摩泽尔省的一个市镇，与大法伊相邻，属于布里埃区。

## 地理
小法伊（49°26'22"N, 5°29'32"E）面积8.12 平方千米，位于法国大東部大區默尔特-摩泽尔省，该省份为法国东北部内陆省份，是洛林的一部分，北邻比利时、卢森堡，北起顺时针与摩泽尔省、下莱茵省、孚日省和默兹省接壤。
与小法伊接壤的市镇（或旧市镇、城区）包括：科尔梅、大法伊、圣让莱隆吉永、马尔维尔、奥坦河畔吕。

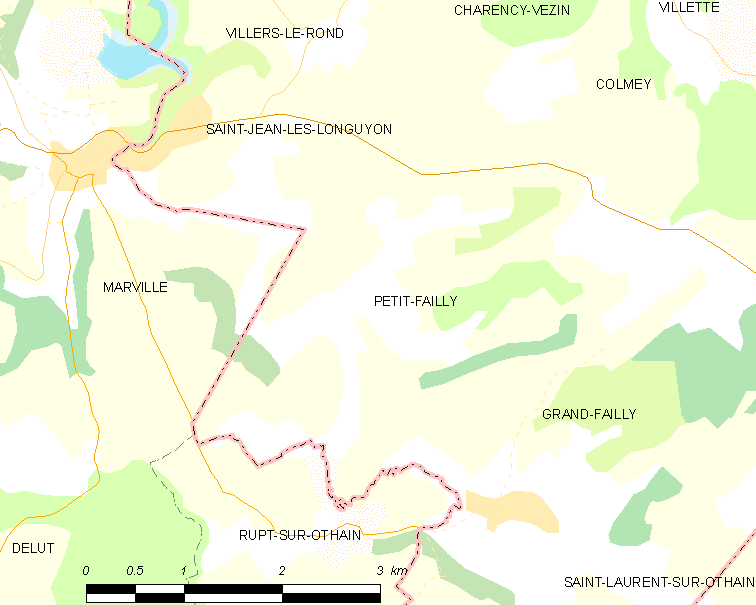
小法伊的OSM定位图

小法伊的时区为UTC+01:00、UTC+02:00（夏令时）。

## 行政
小法伊的邮政编码为54260，INSEE市镇编码为54420。

## 政治
小法伊所属的省级选区为蒙圣马丹县。

## 人口

1962-2008年间小法伊人口变化图示

小法伊于2022年1月1日时的人口数量为94人。